# Крюков (Константиновский район)
Крю́ков — хутор в Константиновском районе Ростовской области России.
Входит в Почтовское сельское поселение.

## Население
| 2010 |
| ---- |
| 297  |

## Улицы
| - пер. Верхний, - пер. Восточный, - пер. Дальний, - пер. Дружбы, - пер. Клубный, - пер. Лесной, - пер. Тенистый, - пер. Тихий, - пер. Цветочный, - пер. Черемушки, | - ул. Заречная, - ул. Молодёжная, - ул. Садовая, - ул. Степная, - ул. Центральная, - ул. Школьная. |

## Известные жители
- Иванов, Герман Григорьевич (род. 1949) — советский передовик производства, полный кавалер ордена Трудовой Славы.